# Róża wiatrów (zoologia)

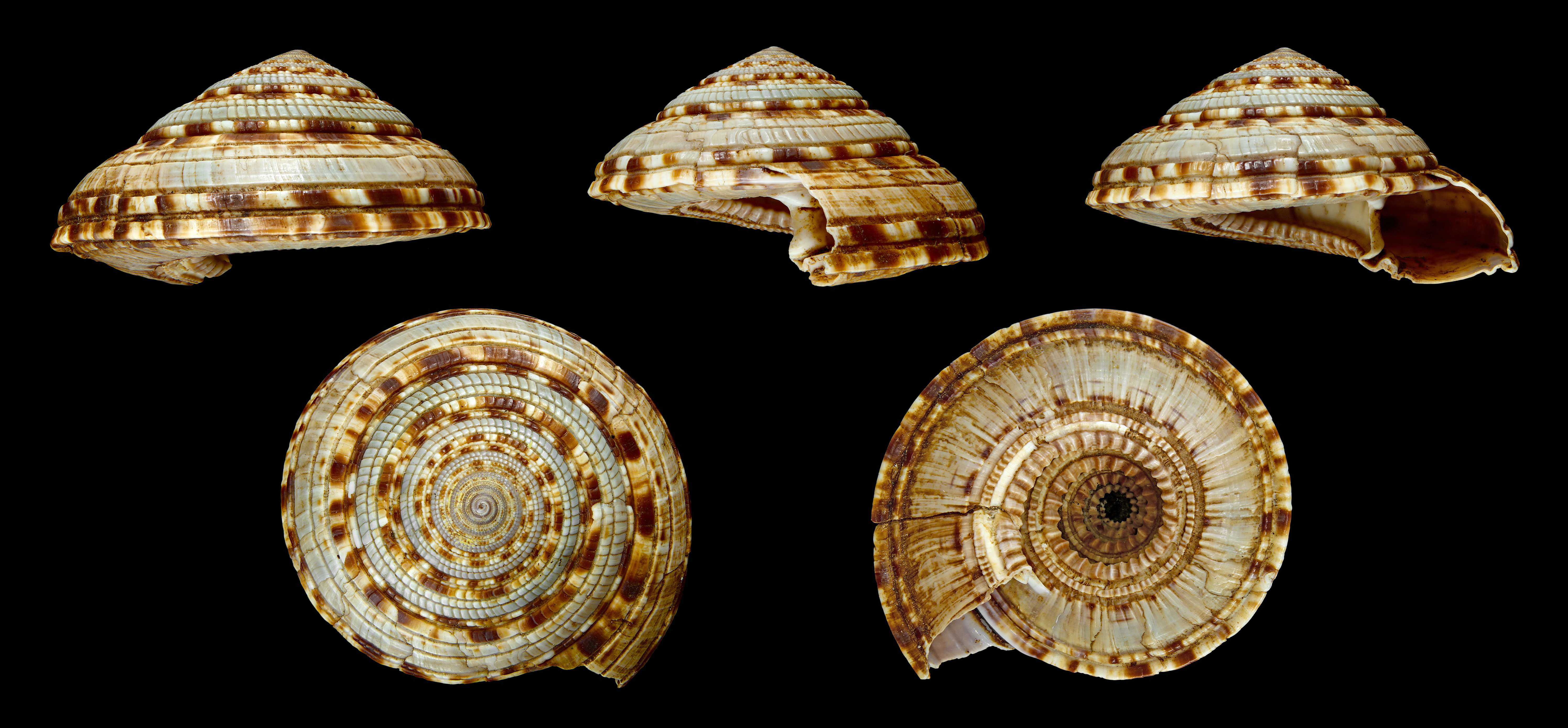
Muszla Architectonica maxima – widoki z różnych stron

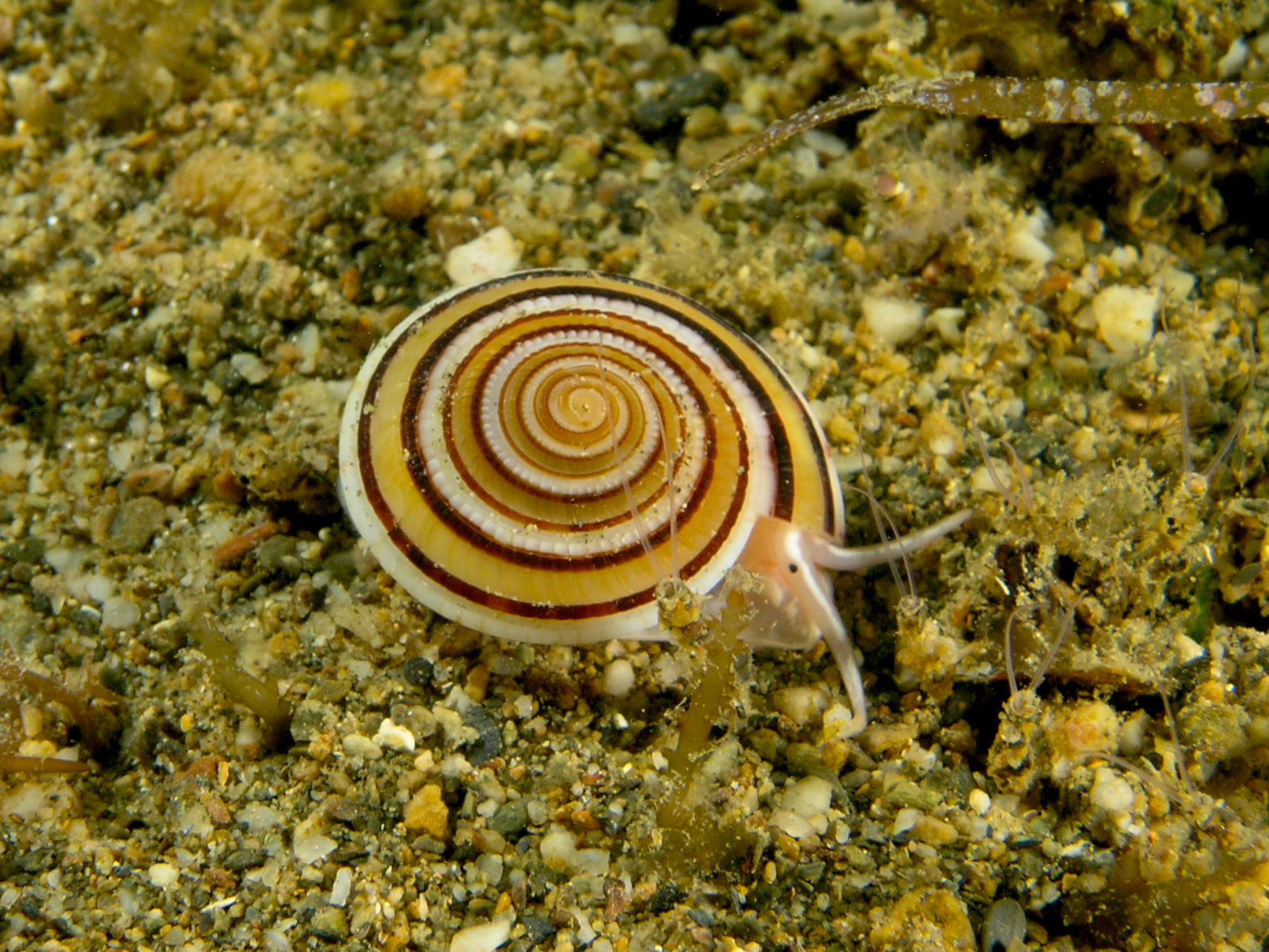
Żywy ślimak Architectonica perspectiva

Róża wiatrów – grupa morskich ślimaków o muszlach w kształcie regularnego stożka przypominającego tarczę, zaliczanych do dwóch spokrewnionych ze sobą rodzajów z rodziny Architectonicidae, bardzo zbliżonych wyglądem: Architectonica i Philippia. Dawniej zaliczano tu także rodzaj Solarium, którego przedstawiciele włączeni zostali do rodzaju Architectonica lub przeniesieni do innych rodzin.
Muszle róż wiatrów mają dość typowy dla ślimaków wygląd – kształt ich zbliżony jest zwłaszcza do muszli europejskich ślimaków lądowych – szklarek. Mają bowiem formę soczewki czy też regularnego stożka dużej szerokości i małej wysokości, przypominającego tarczę kałkan lub chiński kapelusz słomiany. Składają się z licznych wąskich, ciasno nawiniętych skrętów, otaczających szeroki i głęboki niejednokrotnie dołek osiowy. Na powierzchni muszli występuje deseń regularnie rozmieszczonych plamek i pasków, przypominających z wyglądu podziałkę. Kolista od góry muszla, ozdobiona takim ornamentem, widziana od tej strony przywodzi na myśl różę wiatrów, czyli umieszczaną na mapach "różę kompasową". Wieczko zazwyczaj rogowe. Średnica muszli dochodzi do 7 cm.
Gatunki należące do tej grupy zamieszkują płytkie, piaszczyste dno mórz tropikalnych. Ich muszle są cenione przez kolekcjonerów. Do najbardziej znanych zalicza się Architectonica perspectiva.

## Galeria

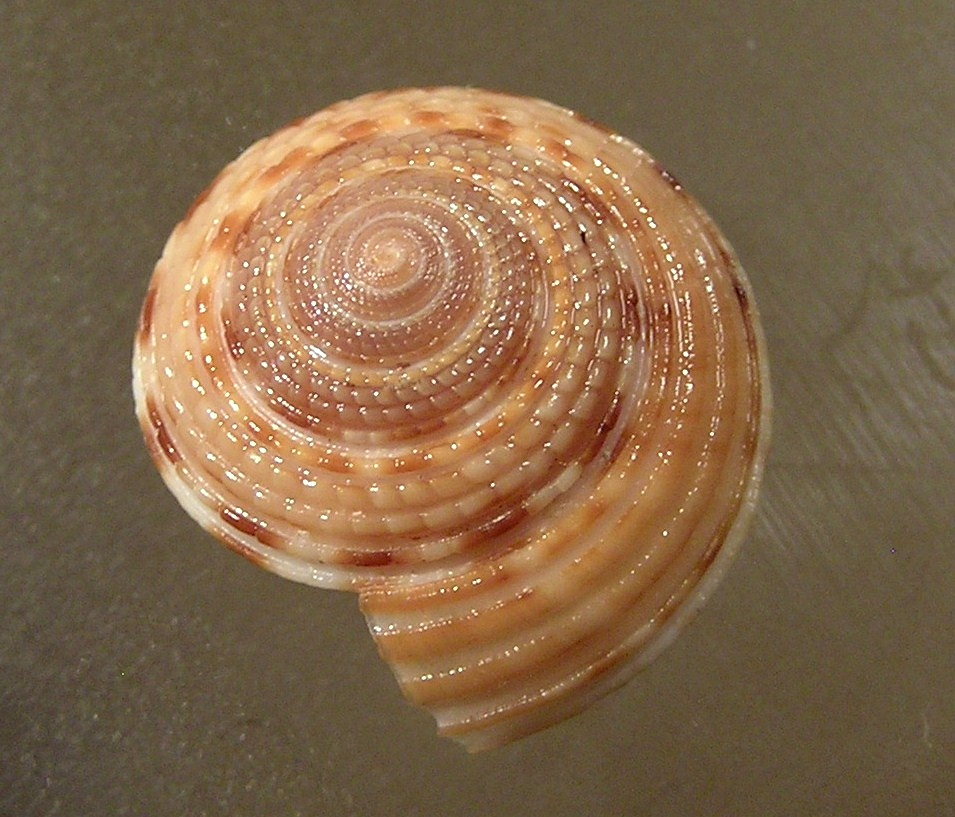
Muszla Architectonica consobrina – widok z góry
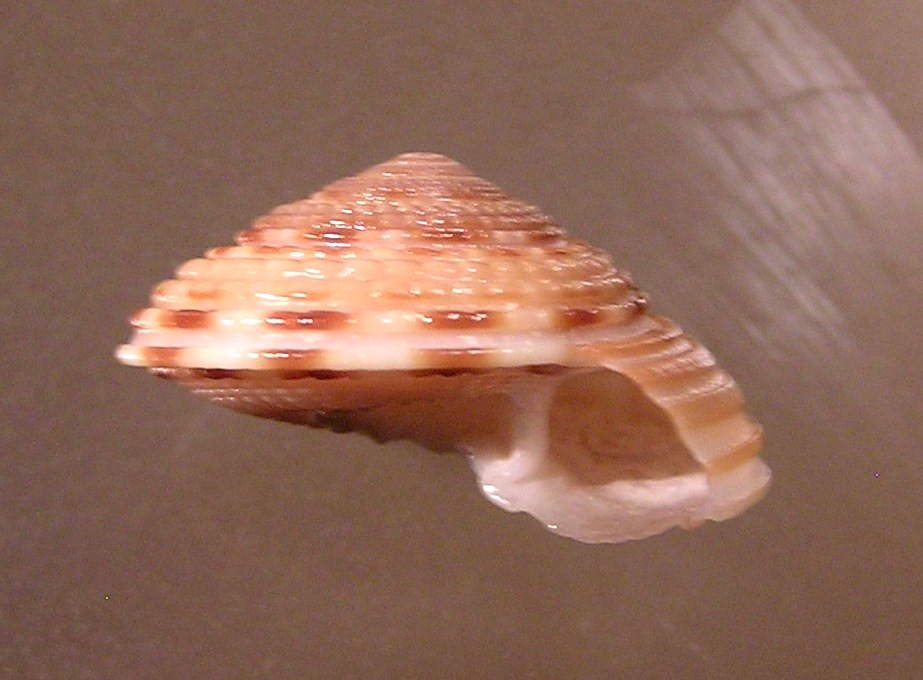
Muszla Architectonica consobrina – widok z boku
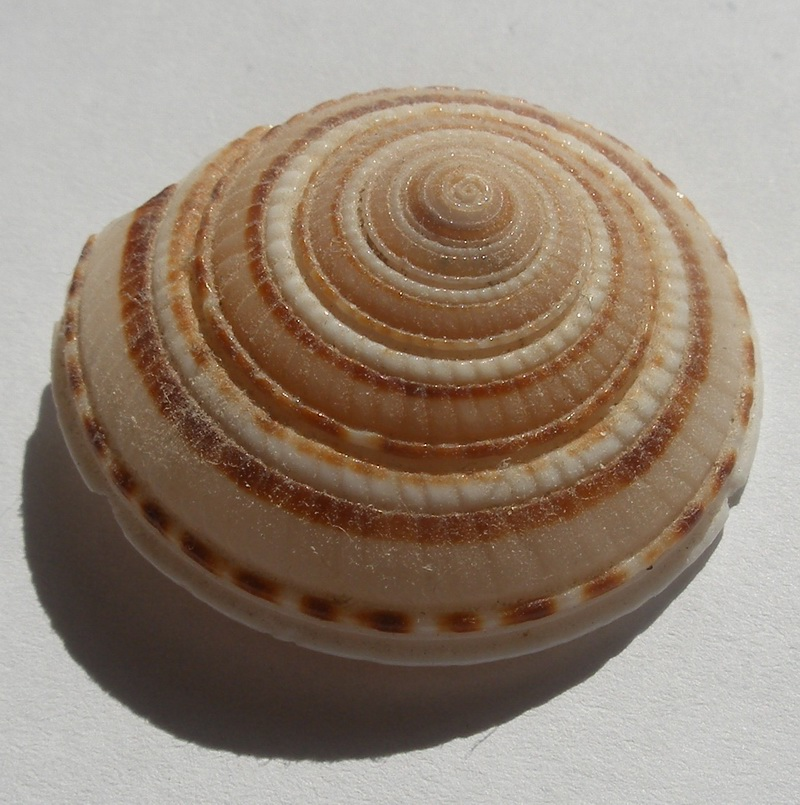
Muszla Architectonica perspectiva
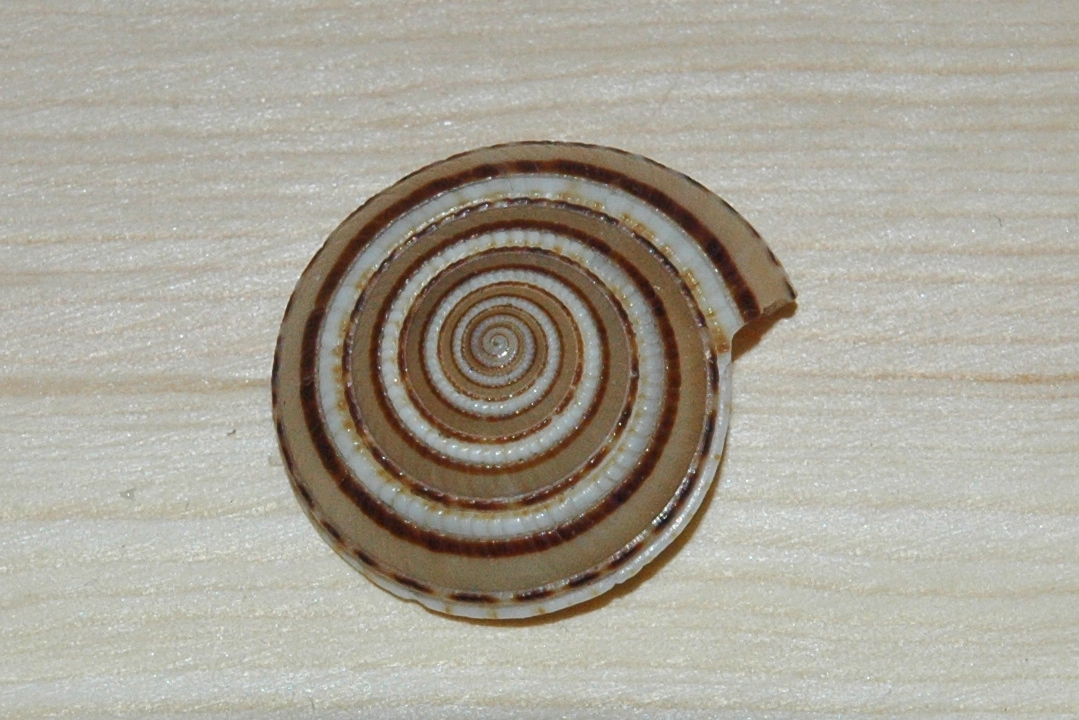
Muszla Architectonica perspectiva – widok od góry
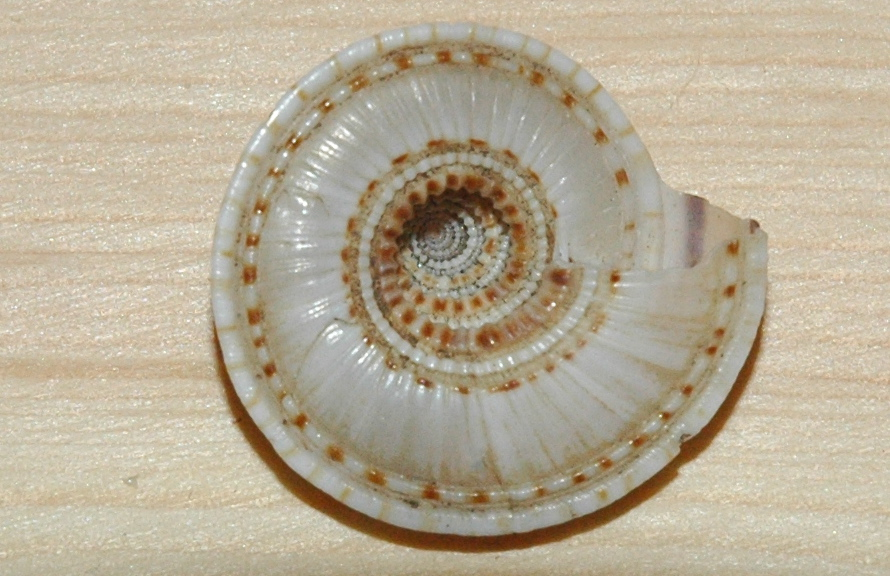
Muszla Architectonica perspectiva – widok od spodu